# بويزي (باد كاليه)
بويزي، باد كاليه (بالفرنسية: Buissy)‏ هي بلدية تقع في إقليم باد كاليه من منطقة نور با دو كاليه في شمال فرنسا. تبلغ مساحة هذه المدينة 6.87 (كم²)، وترتفع عن سطح البحر 58 م، يبلغ عدد سكانها 242 نسمة حسب إحصاء المعهد الوطني للإحصاء والدراسات الاقتصادية سنة 2009 م. وترأس Dominique Blary البلدية خلال فترة (2008-2014).